# 中国人民解放军空军指挥学院
中国人民解放军空军指挥学院，简称空军指挥学院，位于北京市海淀区北四环西路88号，是培养空军中高级指挥军官的军事高等院校，隶属中国人民解放军空军。

## 沿革
- 1958年9月12日，按照国防部命令，在中国人民解放军军事学院空军系的基础上，组建中国人民解放军空军学院。中国人民解放军空军副司令员刘震上将兼任院长、政委[1][2]。
- 1969年2月19日，撤销空军学院的[1][3]。
- 1974年10月9日，遵照中央军委转发全军院校调整领导小组《关于全军恢复和增建41所院校的报告》，在空军学院原校址建立中国人民解放军空军军政干部学校，执行军级权限，直属空军建制领导[1]。
- 粉碎“四人帮”后，中共中央军委重申要把教育训练摆在战略地位，并于1978年1月决定“各军兵种的军政干校改为各军兵种的学院”[1]。
- 1977年11月7日，空军军政干部学校改建为中国人民解放军空军学院[3]。1978年5月18日正式更名[1]。
- 1986年6月23日，更名中国人民解放军空军指挥学院。主要任务是培养空军中、高级指挥军官和参谋军官，以及研究生层次的空军战役战术研究人员和教员[1][3]。学院执行正军级权限。
- 1999年底，根据中央军委要求，空军指挥学院重建外训系。2000年3月，首批4个国家的10名学员来到空军指挥学院学习。2009年起，空军指挥学院在全军院校中率先采取“中外合训、混编合训”的方式，此后这种外训模式在全军承担外训任务的机构中推广[4]。
- 2017年，在深化国防和军队改革中，调整组建新的中国人民解放军空军指挥学院[5]。

## 历任领导
| 院长 1. 刘震 上将（1958年9月—1969年2月） 2. 宋映（1974年10月—1975年12月） 3. 沈启贤（1975年12月—1978年4月） 4. 吴富善（1978年4月—1983年5月） 5. 杨卫群（1983年5月—1988年7月） 6. 杨振玉 空军少将（1989年11月—1993年1月） 7. 郑申侠 空军少将（1994年4月—1996年7月） 8. 张希光 空军少将（1997年7月—2000年8月） 9. 刘广智 空军少将（2000年8月—2004年3月） 10. 乙晓光 空军少将（2004年3月—2008年3月） 11. 丁来杭 空军少将（2008年3月—2009年1月） 12. 马健 空军少将（2009年1月—2015年10月） 13. 俞庆江 空军少将（2015年10月—） 副院长 - 杨振玉 空军少将（1986年10月—1989年11月） - 吴暇（1987年11月—1990年6月） - 何为荣 空军少将（1990年6月—1996年12月） - 傅玉春 空军少将（1990年6月—1995年12月） - 刘太行 空军少将（1995年12月—1999年7月） - 邹德玉 空军少将（1992年10月—1999年7月） - 阮克庠 空军少将（1999年7月—2004年3月） - 王镇凯 空军少将（1999年7月—2003年7月） - 刘弥群 空军少将（1999年7月—2004年3月） - 李锁林 空军少将（1999年7月—2003年7月） - 刘海南 空军少将（1998年10月—2008年） - 张志平 空军少将（2000年8月—2008年） - 刘晓莲 空军少将（2002年4月—2008年） - 钟万富 空军少将（2003年12月—？） - 徐洸 空军少将（2008年—？） - 李勇 空军少将（2009年7月—2013年4月） - 楼胜南 空军少将（2009年10月—） - 朱和平 空军少将（2009年—2012年） - 韩兴 空军少将（2013年—） - 程军翔 空军少将（2014年—） | 政治委员 1. 刘震 上将（1959年2月—1969年2月） 2. 李德保（1975年5月—1975年12月） 3. 李如海（1975年12月—1978年4月） 4. 刘世昌（1978年4月—1983年3月） 5. 陈熙（1983年3月—1984年12月） 6. 辛明 空军少将（1984年12月—1990年6月） 7. 李源 空军少将（1990年6月—1992年8月） 8. 周子玉 空军少将（1992年8月—1992年11月） 9. 葛棣 空军少将（1993年1月—1994年4月） 10. 王云杰 空军少将（1994年4月—1997年12月） 11. 吕家书 空军少将（1997年12月—2001年4月） 12. 刘振来 空军少将（2001年4月—2003年12月） 13. 林红松 空军少将（2004年3月—2008年1月） 14. 张学义 空军少将（2008年1月—2010年2月） 15. 何立国 空军少将（2010年2月—2014年3月） 16. 王志学 空军少将（2014年3月—） 副政治委员 - 黄永福（1986年10月—1992年10月） - 杨胜万 空军少将（1999年7月—2002年12月） - 张本忠 空军少将（2002年12月—2003年12月） - 王福 空军少将（2003年12月—2004年12月） - 徐学军 空军少将（2004年12月—2010年） - 陈辉 空军少将（2010年—） |

| 训练部部长 - 崔玉麟 空军少将（1986年10月—1990年6月） - 周钟镐 空军少将（1990年6月—1995年5月） - 王镇凯 空军少将（1995年5月—1999年7月） - 徐洸（1999年7月—2008年） - 赵勇 空军少将（2008年—2009年） - 李洋 空军少将（2009年—） 训练部副部长 - 王镇凯 空军少将（1986年10月—1995年5月） - 李正国（1996年12月—？） - 李大维 空军大校（？—？） - 李中华 空军大校（？—2016年） - 刘海洋 空军大校（？—？） - 王明亮 空军大校（？—？） | 政治工作部主任 （2016年改革前称政治部主任） - 梅其仪 空军少将（1986年10月—1992年9月） - 杨胜万 空军少将（1995年7月—1999年7月） - 张本忠 空军少将（1999年7月—2002年12月） - 王建民 空军大校（2002年12月—？） - 赵勇 空军少将（2009年—2010年） - 王志学 空军少将（2010年4月—2014年） - 肖晓明 空军少将（2014年—） 政治工作部副主任 （2016年改革前称政治部副主任） - 李成年 空军少将（1986年10月—1995年12月） - 刘晓莲 空军少将（2000年8月—2002年4月） - 姚二峰 空军少将（？—？） - 马哲文 空军大校（2012年—2015年） - 周强 空军大校（？—） |